# Plutarco Haza
Plutarco Haza  (Ciudad Obregón, Sonora, Mexikó, 1972. június 22. –) mexikói színész.

## Élete
Plutarco Haza 1972. június 22-én született. Karrierjét 1995-ben kezdte. 1997-ben Andrés-t alakította a Női pillantásban. 1998-ban feleségül vette Ludwika Paleta színésznőt. 1999. november 11-én megszületett fiúk, Nicolás. 2008-ban elváltak.
2014-ben feleségül vette Ximena del Torot.

## Filmográfia

### Filmek
- En el aire (1995)
- Romántica obsesión (1999)
- Bala bume bum! (2000)
- Atlético San Pancho (2001)
- Las Buenrostro (2005)
- Un mundo maravilloso (2006)
- Bajo la Sal (2008)
- Amor Letra por Letra (2008)
- El libro de piedra (2008)
- Hidalgo: La historia jamás contada (2010)
- Entre piernas (2010) - Flavio
- Mi mejor regalo  (2013)

### Telenovellák
- En otra piel (2014) - Carlos Ricalde / Raúl Camacho
- Los secretos de Lucía (2013) - Arsenio Reina
- Las Aparicio (2010) - Leonardo Villegas
- Pobre Rico Pobre (2008) - Max Ferreira
- Amíg tart az élet (Mientras haya vida) (2007) - Rodrigo
- Machos (2005) - Alex Mercader
- Mirada de mujer: El regreso (2003) - Andrés Sán Millán Dominguez
- El país de las mujeres (2002) - Bruno
- Cara o Cruz (2002) - Martin Alcantara
- Amores... querer con alevosía (2001) - Salvador
- Todo por amor (2000) - Javier Villegas
- Női pillantás (Mirada de mujer) (1997) - Andrés Sán Millán Dominguez
- La casa del naranjo (1997) - Fausto Olmedo
- Bendita mentira (1996) - Dr. Sandoval
- Si Dios me quita la vida (1995) - Hugo

### Sorozatok
- Lo que callamos las mujeres
- Bizbirije (1996–1998)